# Zahlbach (Mergbach)
Der Zahlbach ist ein gut ein Kilometer langer rechter und südlicher Zufluss des Mergbaches.

## Geographie

### Verlauf
Der Zahlbach entspringt im Vorderen Odenwald, südwestlich von Reichelsheim-Groß-Gumpen am Nordosthang des Heidelberges (321,7 m ü. NHN) nahe der Abzweigung der Landesstraße L 3399 von der Bundesstraße 47, der (Nibelungenstraße).
Er fließt zunächst etwa 850 Meter in östlicher Richtung durch Felder und Wiesen unterhalb des Gumpener Kreuzes. Am Südrand der Ortslage Gumpen angekommen wendet sich der Bach nach Norden und fließt parallel zur B 38 (innerorts Kriemhildstraße), schneidet am westlichen Ortsrand von Groß-Gumpen den Lindenfelser Weg und mündet kurz oberhalb der ersten Gehöfte von Ober-Klein-Gumpen in den Mergbach.

### Flusssystem Gersprenz
- Fließgewässer im Flusssystem Gersprenz